# Partit Autonomista Nacional
El Partit Autonomista Nacional (PAN) va ser un partit polític argentí d'ideologia liberal i conservador, que va governar l'Argentina durant el període 1880-1916, creat el 15 de març de 1874 per la unió dels partits Autonomista d'Adolfo Alsina i Nacional de Nicolás Avellaneda. La seva principal figura va ser Julio Argentino Roca, president de la Nació en dues oportunitats.
Representant de la classe alta portenya, el PAN va exercir un lideratge paternalista i es va mantenir en el poder per mitjà de la denominada màquina electoral, metàfora de frau electoral, implementat mitjançant la manipulació del vot cantat. En economía va impulsar el model agroexportador, que privilegiava la producció ramadera i cerealera de la Pampa humida i va ser clau en l'expansió de la xarxa ferroviària argentina.
Si bé era un partit conservador, els homes del PAN eren laicistes i s'adherien al positivisme; en referència al cultural s'evidencien corrents europeitzants. L'hegemonia política del PAN es va relacionar amb l'anomenada Generació del 80.
Després de la Revolució de 1890 va aparèixer dintre del PAN un corrent oposat a la política de Roca, que es va conèixer com a línia modernista, que proposava una modernització institucional del país, amb la finalitat d'obrir camí a un sistema de tipus democràtic, abandonant el frau com a mètode per perpetuar-se en el poder. Van pertànyer a aquest corrent Roque Sáenz Peña, Carlos Pellegrini, Miguel Cané, Ramón J. Cárcano, entre d'altres. Va ser sota el mandat de Roque Sáenz Penya, que va ser sancionada la llei de sufragi universal, secret i obligatori que va permetre celebrar eleccions lliures el 1916.
El principal partit opositor, encara que en una política d'abstenció electoral a causa de la falta de llibertat política, va ser la Unió Cívica Radical (UCR), sorgida poc després de la Revolució del Parc de 1890. Després de la reforma electoral de 1912, i de les eleccions presidencials de 1916, en les quals la UCR va guanyar la presidència, el PAN va desaparèixer.
Van pertànyer a aquest partit els següents presidents:
- Nicolás Avellaneda (1874 - 1880)
- Julio Argentino Roca (1880-1886, 1898-1904)
- Miguel Juárez Celman (1886-1890)
- Carlos Pellegrini (1890-1892)
- Luis Sáenz Peña (1892-1895)
- José Evaristo Uriburu (1895-1898)
- Manuel Quintana (1904-1906)
- José Figueroa Alcorta (1906-1910)
- Roque Sáenz Peña (1910-1914)
- Victorino de la Plaza (1914-1916)